# سوني إكسبيريا زد ألترا
سوني اكسبيريا زد الترا (بالإنجليزية: Sony Xperia Z Ultra) هو هاتف ذكي من سوني موبايل كوميونيكيشنز يعمل بنظام أندرويد، تم طرحه في الأسواق في 2013.

## الخصائص
- نظام التشغيل: أندرويد
- الكاميرا الأمامية: 2.2 ميجابكسل
- الكاميرا الخلفية: 8.0 ميجابكسل
- الشاشة: إل سي دي
- الوزن: 212 غ (7.48 أونصة)
- الذاكرة: 2 جيجابايت
- التخزين: 16 جيجابايت